# Добротица
Вижте пояснителната страница за други личности с името Добротица.
Добро̀тица е български болярин, самостоятелен феодал, владетел на Добруджанското деспотство и крепостта Калиакра от 1347 г. до 1385 г.
Венецианските източници от края на XIV век се обръщат към Добротица като „деспот на българите“ (DESPOTUM BULGARORUM DOBROTICAM), а към владенията му като „части от Загоре, подчинени на Добротица“ (PARTES ZAGORAE SUBDITAS DOBROTICAE).

## Произход
Изследователите приемат, че Добротица и братята му Балик и Теодор са потомци на Тертеровци като областта около Карвуна им е дадена като апанаж. Според румънския историк Николае Йорга, който тълкува името на Добротица като Добротич (син на Доброта), а на Балик – като Балика, техният произход е влашки.

## Биография
През 1346 г. заедно с брат си Теодор и 1000 войници оказва помощ на византийската императрица Анна Савойска в дворцовите междуособици.Според доц. Бони Петрунова тогава като награда за този си акт той получава титлата деспот, а също така и още територии  През 1348 година се установява в Одринска Тракия и управлява крепостта Мидия.
В официалната румънска историография е наложено схващането, че през 1357 г. Добротица анексира крепостите Емона (при нос Емине) и Козяк (днес Обзор). Според Георги Атанасов обаче тази хипотеза се базира на погрешното датиране на едно синодално постановление на Константинополската патриаршия и в действителност по това време тези крепости заедно с Варна са в пределите на Търновското царство. Едва през 1369 г. те са подарени на Добротица от цар Иван Александър заради заслугите му при спасяването на Иван Срацимир от унгарски плен.
В 1369 г. заедно с отвъддунавския войвода Владислав Влайко (наричан в летописите Влайко от България) се включва в православна коалиция срещу маджарите в помощ на цар Иван Срацимир.
По-късно се установява в Балчик, Калиакра и Варна, създавайки силен български морски флот от 12 галери. През 1375 година предприема военноморска експедиция до Трапезунд в подкрепа на Йоан V Палеолог, а през следващата година – до Константинопол.
През 1373 г. започва вече откритата война между Добротица и Генуезката република. От този период можем да говорим и за първия флот в историята на България. Причини за конфликта са най-вероятно засилването на Добруджанското деспотство след като цар Иван Александър отстъпва на Добротица всички черноморски владения от Калиакра до Несебър, включително Варна и силната крепост Дръстър с дунавските пристанища по повод помощта, която деспотът му оказва във войната с Амадей IV Савойски. След като деспотът започва да развива морска търговия със собствения си флот, това нарушава интересите на Генуа и тя взема ответни мерки. Засилил авторитета си, а и виждайки как генуезците се опитват да налагат своите правила в региона, заселен предимно от българи, Добротица решава да поеме нещата в свои ръце.
Според Георги Атанасов генуезкият флот успява да изтласка българите от делтата на р. Дунав (градовете Искача, Нуфъру, Тулча и Енисала били загубени) с помощта на татарските бегове. Това поставя началото на един почти 15-годишен постоянен конфликт. Серия генуезки нотариални актове и документи от септември 1373 г. до 1382 г. илюстрират продължителни и ожесточени морски битки на Добротица с генуезките кораби. Според нотариален акт от 18 септември 1373 г. Добротица и българите са посочени като заклети врагове на Генуезката република, които вече застрашават самата крепост Ликостомо – главната твърдина на Републиката по западното Черноморие. Корабите на Добротица многократно успяват да повредят, а дори и да пленят генуезки галери, което свидетелства за сериозните възможности на деспота. Впечатляващо е, че Добротица се явява единственият документиран български владетел, който ползва флотилия, за да води битките си и да защитава интересите си. При това, изправяйки се срещу една от най-големите морски сили за периода и вземайки предвид факта, че България няма никакъв исторически опит в строителството и управлението на големи морски съдове, още повече на военни галери. Също така е забележително, че сравнително ограниченото по територия Добруджанско деспотство успява да издържи военно и икономически войните с много по-богатата и силна Генуезка република.
За опасния флот на добруджанския деспот и наказателните му акции срещу генуезците научаваме и от генуезки ръкописи, които свидетелстват, че Добротица притежава боеспособна флота, която успешно се бие с тях и пленява генуезки галери. Атакува техния форпост в Ликостомо в Буджак на най-северния ръкав отвъд блатата на делтата на Дунав и го подчинява на Варненската епархия. От своя страна Генуа решава да блокира по море всички доставки и търговски канали на Добруджанското деспотство, а реакцията от страна на Венеция не закъснява. През февруари 1384 г. Сенатът на Венеция изпраща предупредителна нота до генуезкия дож да вдигне блокадата и да осигури достъп на венецианските кораби до черноморските български пристанища. Исканията не са изпълнени и войната се интернационализира. Добротица не остава безучастен, а се стреми с всички усилия да пречи на генуезките планове. През пролетта на 1383 г. в Добруджанското деспотство пристига венецианският байло на о. Тенедос – Дзанаки Мудацо, който приема предложението на Добротица и му се притичва на помощ с една галера. Според договора от Торино от 29 август 1381 г. въпросният Дзанаки Мудацо трябва да срине венецианските укрепления и да предаде острова на Генуа. Той обаче отказва и две години успешно, без помощ от Венеция, удържа генуезките морски атаки. Едва през пролетта на 1383 г. прекратява съпротивата, предава Тенедос на генуезците, но вместо да се завърне във Венеция той съоръжава с всичко необходимо една галера и акостира при Добротица. Тук се радва на добър прием и в продължение на две години без съмнение съдейства в голяма степен за подсилване на фортификациите и флота на Добруджанското деспотство. През 1384 г., навярно под натиска на дожа и сената, Добротица е принуден да го изпрати като пленник във Венеция, където Мудацо е осъден за неспазване на заповед. По документите на венецианския съвет съдим обаче, че блокадата продължава. Най-вероятно след 1384 г. Добротица вече води предимно дефанзивна война, тъй като липсват сведения за големи погроми над генуезки галери, както в периода 1373 – 1376 г. Освен това след победата си над Венеция във войната от 1381 г. Генуа вече е способна да съсредоточи повече кораби в делтата на Дунав и по Черноморието. Въпреки това капитулация или примирие няма, а за това свидетелства мирният договор, който синът на вече починалия Добротица – Иванко, подписва на 27 май 1387 г.
Добротица, подобно на цар Иван Страцимир, отделя своите владения от юрисдикцията на Търновската патриаршия и ги подчинява на Цариградската патриаршия.

## Памет
На Добротица са наречени областта Добруджа (на старобългарски език: До̀бротица, на румънски: Dobrogea, произнася се Доброджя), град Добрич и 2 добруджански села – с. Добротица в област Силистра и с. Добротица в област Търговище. В град Добрич има паметник на деспот Добротица и квартал, кръстен на неговото име.
На Добротица са наречени улиците „Добротица Деспот“ в квартал „Лагера“ (Карта) и „Добротич“ в кварталите „Красна поляна 2“ и „Красна поляна 3“ (Карта) в София.

## Семейство
Добротица е женен за дъщеря (чието име не е известно) на византийския велик дука Алексий Апокавк. Този брак е уреден благодарение на благоразположението на императрица Анна Савойска. Двамата имат поне три деца - синове Иванко и Тертер и дъщеря, която е омъжена за Михаил Палеолог.

## Монетосечене
През 2010 МВР спира продажбата на монета в чуждестранната аукционната къща  CHG – Classical Numismatic Group, регистрирана Лондон.
За монетата се предполага, че е сребърен грош на Добротица. Монетата  пърноначално е била обявена в “Каталог на Българските средновековни монети ІХ – ХV век”, издаден през 1999 г. Осем години по-късно – на 20 март 2007 г., от дома на един от авторите на каталога е открадната колекция от 500 средновековни кръста и 2000 средновековни български монети, сред които и представената в аукциона.
До този момент  две медни монети на  деспот Добротица са открити и от доц. Бони Петрунова в Калиакра. Монетите са идентични с тази от аукциона.  поради ограниченото им количество, Бони Петрунова предполага, че емисията е била юбилейна, а не за разплащане. Любопитно е, че повече подобни монети са намерени в Червен, а не  в Калиакра.

## Любопитно
През 2019 доц. д-р Бони Петрунова открива в Калиакра пръстен "Калоянов тип" но  с много повече детайли и с орел вместо барс. Освен това има изсечено име – Георги. Тя счита, че пръстенът е бил на Георги Палеолог, господин (господар) на Калиакра, византийски аристократ и внук на деспот Добротица 